# 安德烈·路易斯 (1959年)
安德烈·路易斯（葡萄牙語：André Luís，1959年10月21日—），巴西男子足球运动员，场上位置是后卫。他曾代表巴西国奥队参加1984年夏季奥林匹克运动会足球比赛，获得一枚银牌。